# فشار
الْفُشَارُ  (بالإنجليزية: Popcorn)‏ أو الشامية أو البوشار أو النفّيش أو الفرّأخ أو الشوش أو القطانية هي أسماء لشيء واحد وهو الذرة المفرقعة بالحرارة، حيث يوجد كمية صغيرة من الماء داخل بذور الذرة والتي تسبب الانفجار، حيث تتوسع نواة البذرة ويصبح حجمها أكبر، وتأخذ شكلًا شبه عشوائي ولوناً أبيض وملمسًا رقيقًا.
هنالك أساليب كثيرة لتفرقع الذرة، وتم اختراع آلات الفشار التجارية على نطاق واسع من قبل تشارلز كريترز في أواخر القرن التاسع عشر، ويوجد للفشار مؤيدون ومنتقدون، اعتمادًا على كيفية إعدادها وطهيها، فيعتبرها البعض غذاءً صحيًا في حين أن آخرين يحذرون منه لأسباب متنوعة.
وغالبًا ما يضاف الملح والزبدة المذابة إلى الفشار، وأحيانًا يتم صهر الكراميل ويمزج مع الفشار، ويتم صناعة الفشار في المنزل بشراء نوعين موجودين في الأسواق العربية: الأول معلب على شكل حبوب توضع على النار مع الزيت حتى يتفرقع ويصبح جاهزًا أو توضع تلك الحبوب في آلات منزلية مخصصة لصناعة الفشار، والثاني على شكل كيس يوضع في الفرن المويجي ويتفرقع ويصبح جاهزًا.
ويمكن أن يحضّر الفشار بنكهات متعددة منها الكراميل، وفي هذه الحال يحضّر من الذرة، والسكر، والزبدة، والزيت، وبيكاربونات الصوديوم، والملح والماء.

## التاريخ
دُجنت الذرة منذ حوالي 10,000 عام فيما يعرف الآن بالمكسيك،  اكتشف علماء الآثار أن البشر عرفوا الفشار منذ آلاف السنين. على سبيل المثال، عُثر في المكسيك على بقايا فشار يعود لحوالي 3600 سنة قبل الميلاد.
خلال القرن التاسع عشر، كانت فرقعة حبوب الذرة تتم يدوياً على أسطح المواقد. بيعت حبوب الذرة على الساحل الشرقي للولايات المتحدة تحت أسماء مثل «بيرلز» (بالإنجليزية: Pearls، بمعنى اللؤلؤ) أو «نونبيرال» (بالإنجليزية: Nonpareil). ظهر مصطلح «الذرة المفرقعة» (popped corn) لأول مرة في قاموس جون راسيل بارتليت للاصطلاح الأمريكي المنشور عام 1848. الفشار هو أحد مكونات حلوى «كراكر جاك» (Cracker Jack) وفي السنوات الأولى من إنتاجها كانت الذرة تُفرقع يدوياً.

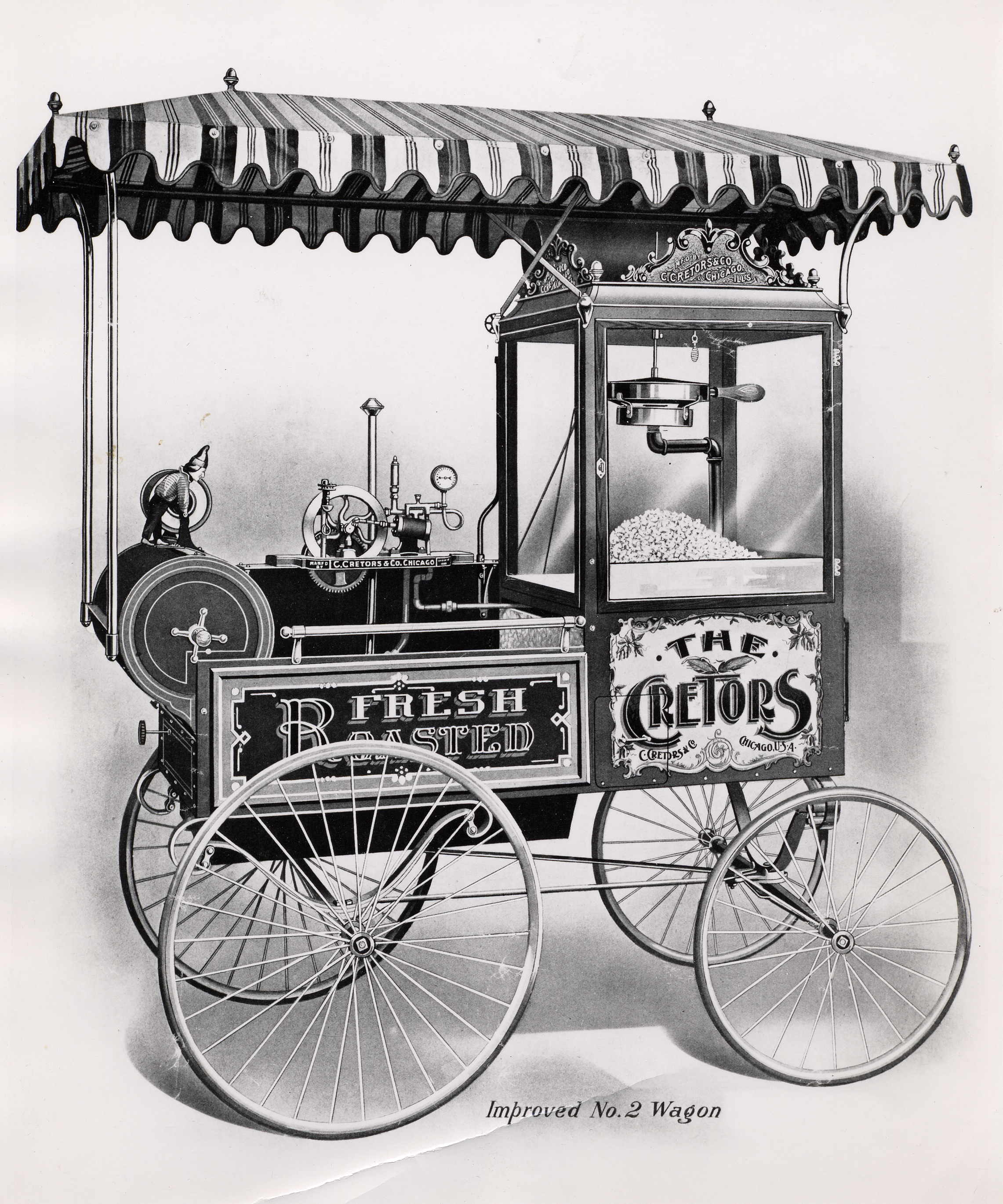
آلة فشار في عربة طعام، اخترعها تشارلز كريترز في شيكاغو في ثمانينيات القرن التاسع عشر.

زادت إمكانية الوصول إلى الفشار بسرعة في تسعينيات القرن التاسع عشر مع اختراع تشارلز كريترز لآلة صنع الفشار. كان كريترز، صاحب متجر حلوى في شيكاغو، قد ابتكر عدداً من الآلات التي تعمل بالطاقة البخارية لتحميص المكسرات وطبّق نفس التقنية على حبات الذرة. بحلول نهاية القرن، كانت شركة «كريترز» قد ابتكرت ونشرت عربات شوارع مجهزة بآلات صنع الفشار التي تعمل بالطاقة البخارية.
خلال فترة الكساد الكبير كان الفشار رخيصاً إلى حد ما بسعر يتراوح بين 5-10 سنتات للكيس وبالتالي أصبح الفشار شائعاً. وبينما فشلت الشركات الأخرى، ازدهرت تجارة الفشار وأصبحت مصدر دخل للعديد من المزارعين المكافحين. خلال الحرب العالمية الثانية، قلل تقنين السكر من إنتاج الحلوى، وعوض الأمريكيون ذلك بتناول ثلاثة أضعاف كمية الفشار التي كانوا يستهلكونها من قبل. كانت هذه الوجبة الخفيفة شائعة في المسارح، مما أثار استياء العديد من أصحاب المسارح في البداية، الذين اعتقدوا أنها تشتت انتباه المشاهدين عن الأفلام. غير أن رأيهم تغير في النهاية، وفي عام 1938 قام مالك مسرح يدعى «جلين دبليو ديكنسون» بتركيب آلات الفشار في ردهات مسارح ديكنسون. كان الفشار يحقق أرباحًا أكثر من تذاكر المسرح، وبناءً على اقتراح «آر راي آدن» مستشار الإنتاج الخاص به، اشترى ديكنسون مزارع الفشار وتمكن من الحفاظ على أسعار التذاكر منخفضة. حقق المشروع نجاحًا ماليًا، وسرعان ما انتشر التوجه إلى الاهتمام الفشار.
في عام 1970، أطلق «أورفيل ريدينباخر» ماركة تجارية للفشار تحمل الاسم نفسه. في عام 1981، حصلت شركة «جنرال ميلز» على أول براءة اختراع لكيس فشار المايكروويف. في السنوات التالية شهد استهلاك الفشار زيادة حادة، بعشرات الآلاف من الارطال.
تزعم ست مناطق على الأقل (جميعها في الغرب الأوسط للولايات المتحدة) أنها «عاصمة الفشار في العالم» وهي: ريدجواي، إلينوي؛ وفالبارايسو، إنديانا؛ وفان بورن، إنديانا؛ وشالر، آيوا؛ وماريون، أوهايو؛ ونورث لوب، نبراسكا. وفقًا لوزارة الزراعة الأمريكية، يتم زرع الذرة المستخدمة في إنتاج الفشار خصيصًا لهذا الغرض؛ يزرع معظمها في نبراسكا وإنديانا، مع مساحة متزايدة في تكساس. الفشار هو الوجبة الخفيفة الرسمية لولاية إلينوي.

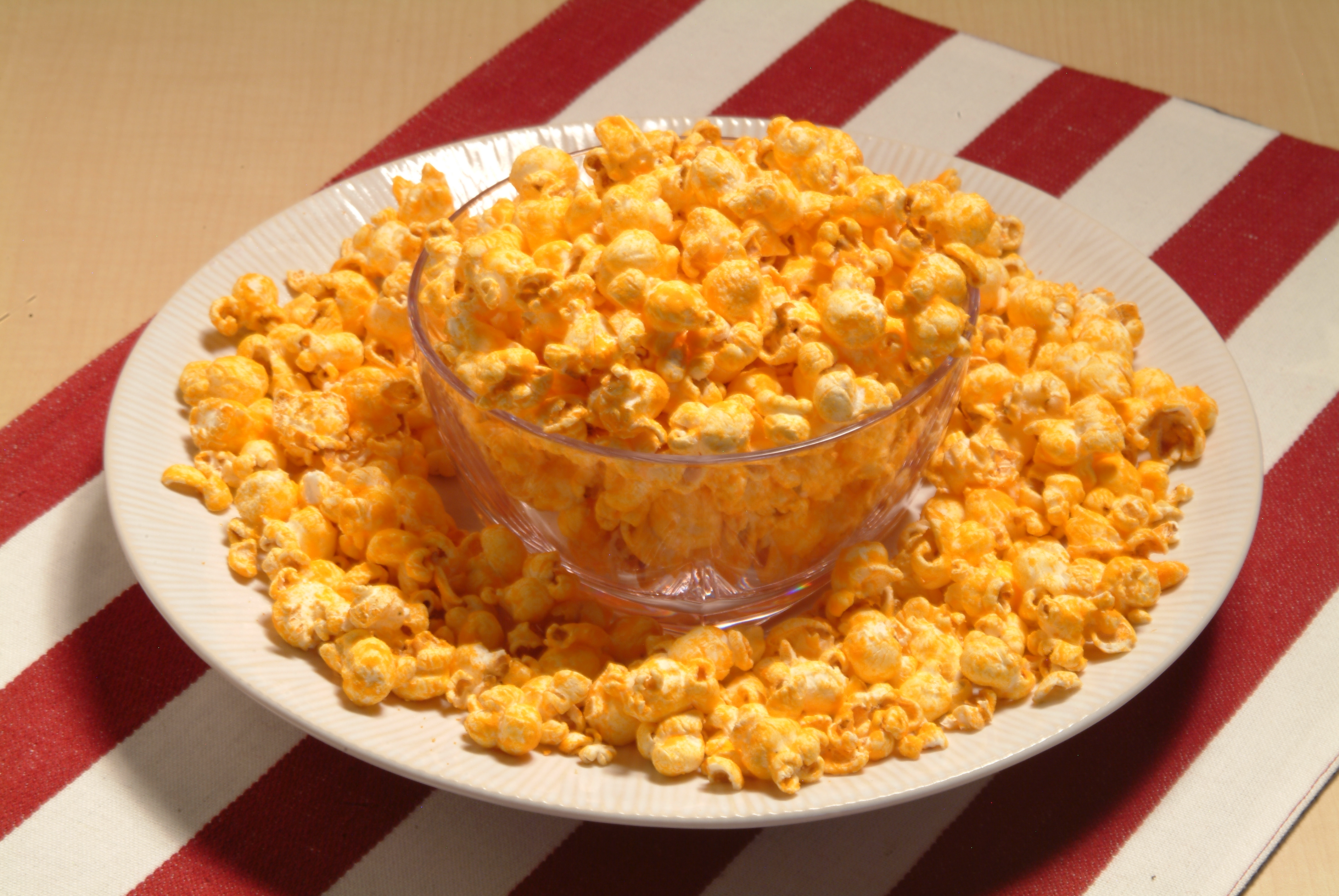
فشار بالجبن

## آلية تفرقع

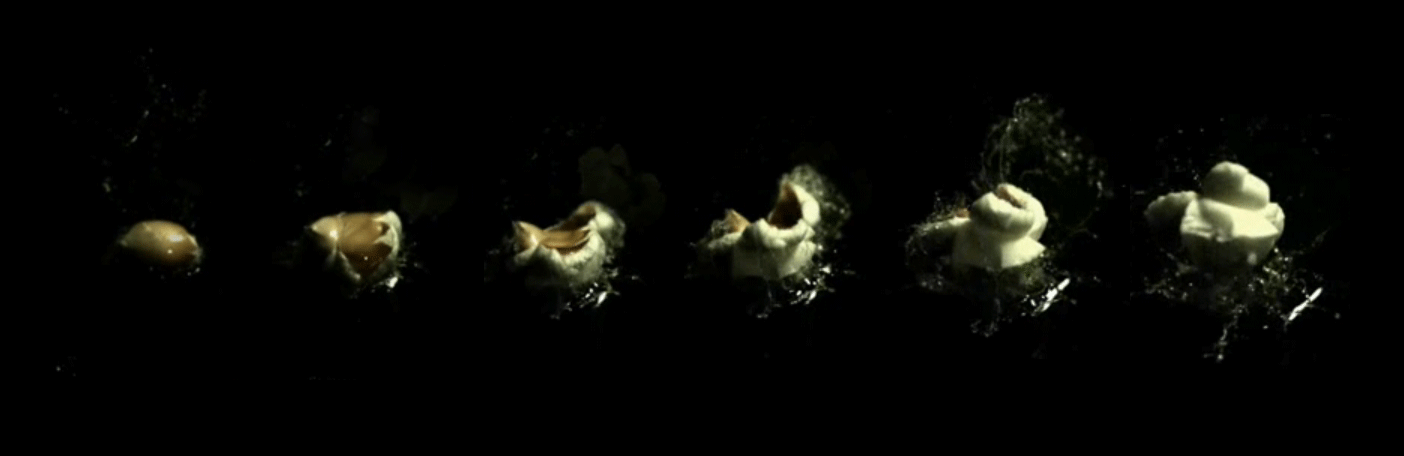
تسلسل تفرقع نواة الذرة.

تحتوي كل نواة من الفشار على كمية معينة من الرطوبة والزيت. على عكس معظم الحبوب الأخرى، فإن الهيكل الخارجي لنواة الفشار قوي ومنيع ضد الرطوبة ويتألف النشا بداخلهِ بالكامل تقريبًا من نوعٍ صلب.
عندما يتم تسخين الزيت والماء داخل نواة الذرة، فإنها تحوّل الرطوبة في النواة إلى بخار مضغوط. في ظل هذه الظروف، يتحول النشا داخل النواة إلى جيلاتين، ويلين، ويصبح طريًا. يستمر الضغط الداخلي للبخار المحاصر في الزيادة حتى يتم الوصول إلى نقطة كسر القشرة والتي تحدث عند ضغط يبلغ حوالي 135 رطل/بوصة مربعة (930 كيلو باسكال) ودرجة حرارة 180 درجة مئوية (356 درجة فهرنهايت). عند الوصول إلى هذه النقطة يتمزق الهيكل وينفجر، مما يتسبب في انخفاض مفاجئ في الضغط داخل نواة الذرة، يقابله تمدد سريع للبخار، مما يجعل نشاء وبروتينات السويداء تتحول إلى رغوة مليئة بالهواء. عندما تبرد الرغوة بسرعة، تتشكل بوليمرات النشا والبروتين بشكل الانتفاخ المقرمش المألوف. تُزرع أصناف خاصة لتحسين عملية فرقعة حبوب الذرة. السلالة التي تُزرع حاليًا هي «زيا مايس إيفيرتا» (Zea mays everta)، وهي نوع خاص من «الذرة الصوانية» (flint corn).

## الاستهلاك

### القيمة الغذائية
الفشار المطهو بالهواء غني بالألياف الغذائية ومضادات الأكسدة،  ومنخفض في السعرات الحرارية والدهون، وخالي من السكر والصوديوم. هذا يمكن أن يجعله وجبة خفيفة جذابة للأشخاص الذين لديهم قيود غذائية على تناول السعرات الحرارية أو الدهون أو الصوديوم. من أجل النكهة، غالبًا ما تضاف كميات كبيرة من الدهون والسكر والصوديوم إلى الفشار المحضر، مما قد يحولها بسرعة إلى خيار سيئ للغاية لمن يتبعون انظمة غذائية مقيدة.

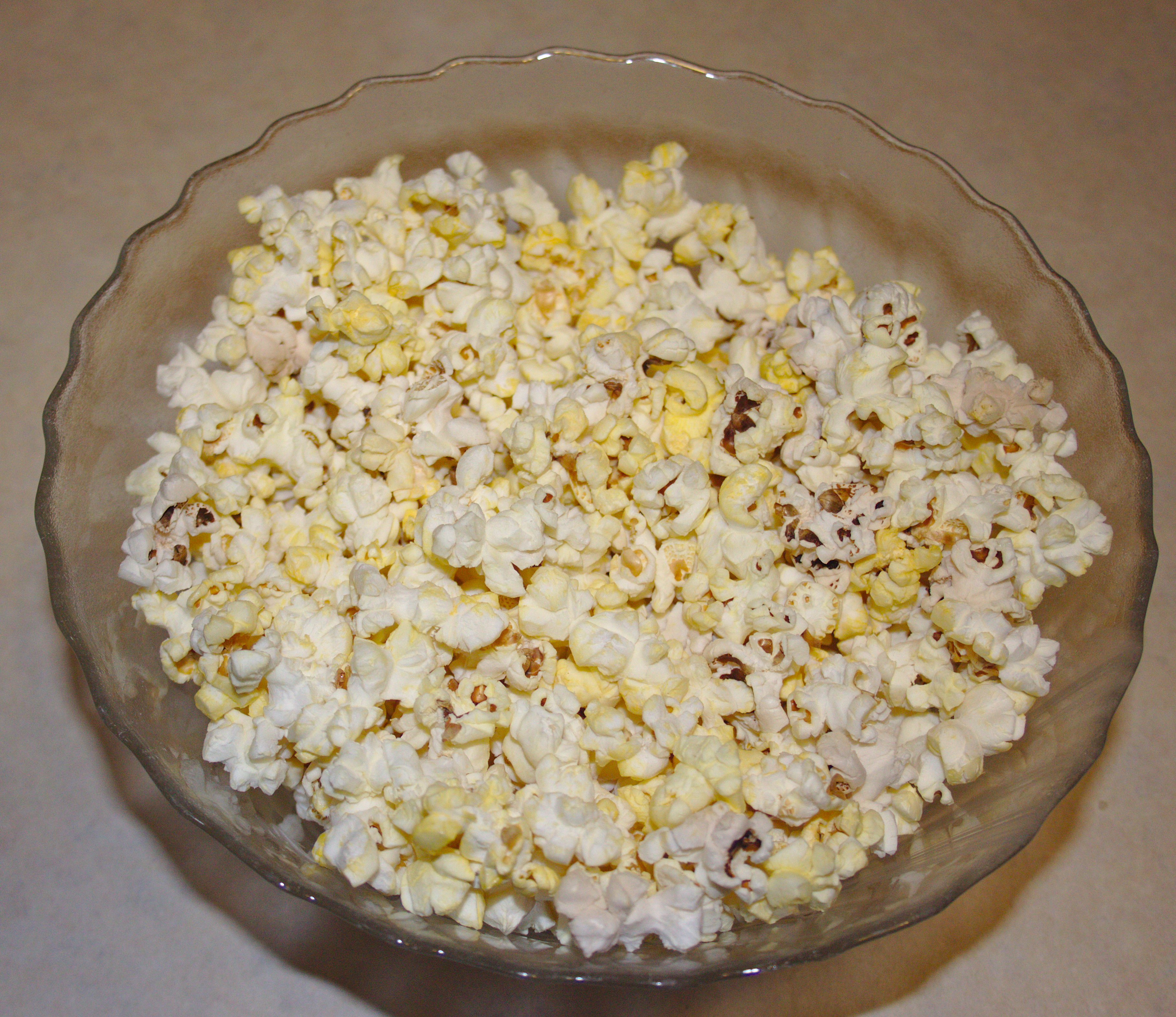

أحد الأمثلة الأولى التي لفتت انتباه الناس إلى القيمة الغذائية للفشار، عندما أصدر مركز العلوم في المصلحة العامة في منتصف التسعينيات تقريرا حول «فشار الأفلام». استخدمت دور السينما التي خضعت للمسح زيت جوز الهند لفرقعة الذرة، ثم توضع الزبدة أو السمن النباتي على الوجه. قال التقرير إن «الفشار بالزبدة متوسط الحجم يحتوي على دهون أكثر من وجبة الإفطار المكونة من اللحم المقدد والبيض، ووجبة بيج ماك مع بطاطا مقلية، وشريحة لحم على العشاء مجتمعةً». ما زالت هذه الممارسة مستمرة لليوم، وفقاً لموقع (DietFacts.com)، لا يزال الفشار صغير الحجم من «ريجال سينما كروب» (أكبر سلسلة دور عرض في الولايات المتحدة) يحتوي على 29 غراماً من الدهون المشبعة. ما يعادل الاستهلاك اليومي الموصى به بمرة ونصف.

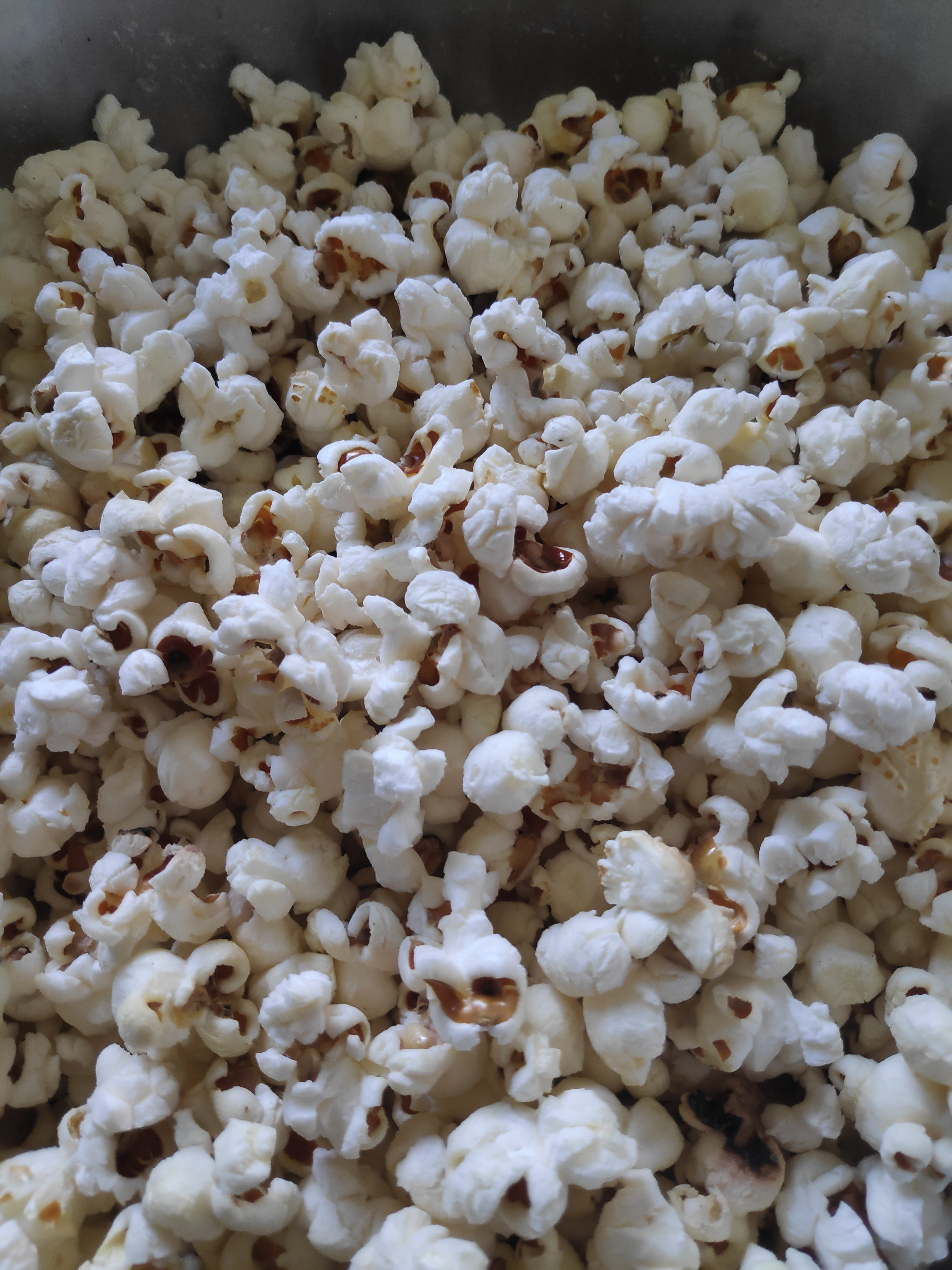
كمية هائلة من الفشار.

في الدراسات التي أجرتها جمعية الفيلم الأمريكي، وجد ان متوسط مشاهدة الأمريكيين للأفلام في دور السينما هو ستة مرات في السنة، وأن الفشار والوجبات الخفيفة الأخرى في دور السينما يُنظر إليها على أنها وجبة متعة، وليس المقصود منها أن تكون جزءاً من نظام غذائي منتظم.

### المخاطر الصحية
الفشار مدرج في قائمة الأطعمة التي توصي الأكاديمية الأمريكية لطب الأطفال بعدم تقديمها للأطفال دون سن الرابعة، بسبب خطر الاختناق.
يمثل الفشار المُعد للطهور في المايكروويف حالة خاصة، حيث إنه مصمم ليتم طهيه مع عوامل منكهة مختلفة. أحد هذه النكهات هي الزبدة الاصطناعية الشائعة الاستخدام سابقاً، ثُنائيّ الأَسيتيل، والتي ادت إلى اصابة الجهاز التنفسي لدى عمال مصانع فشار المايكروويف بحالة تعرف أيضاً باسم «رئة الفشار» (popcorn lung). توقفت كبر الشركات المصنعة في الولايات المتحدة عن استخدام هذه المادة الكيميائية، بما في ذلك شركات أورفيل ريدينباكر وأكت II، وبوب سيكرت وجولي تايم.[بحاجة لمصدر]

## معرض الصور

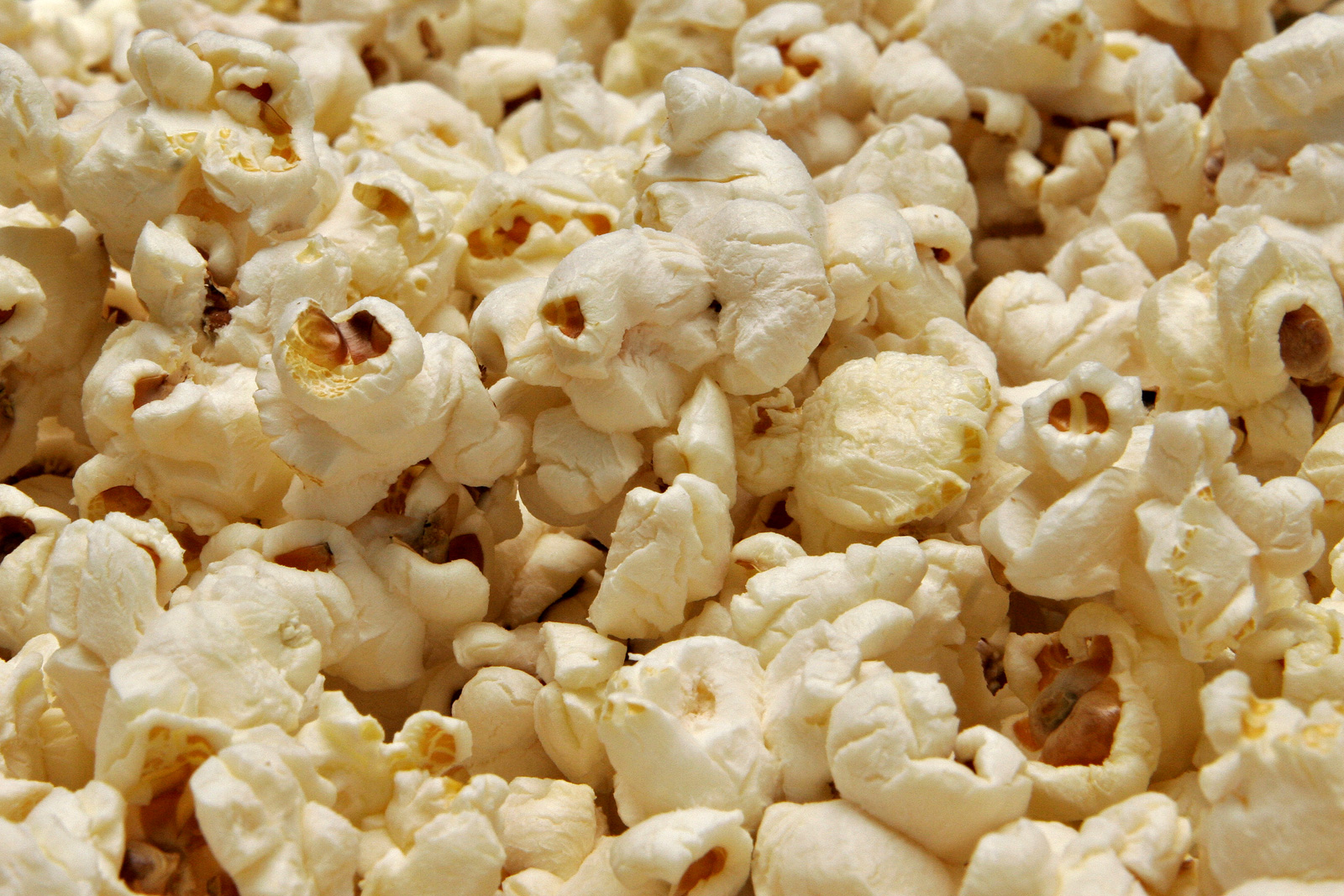
فشار.
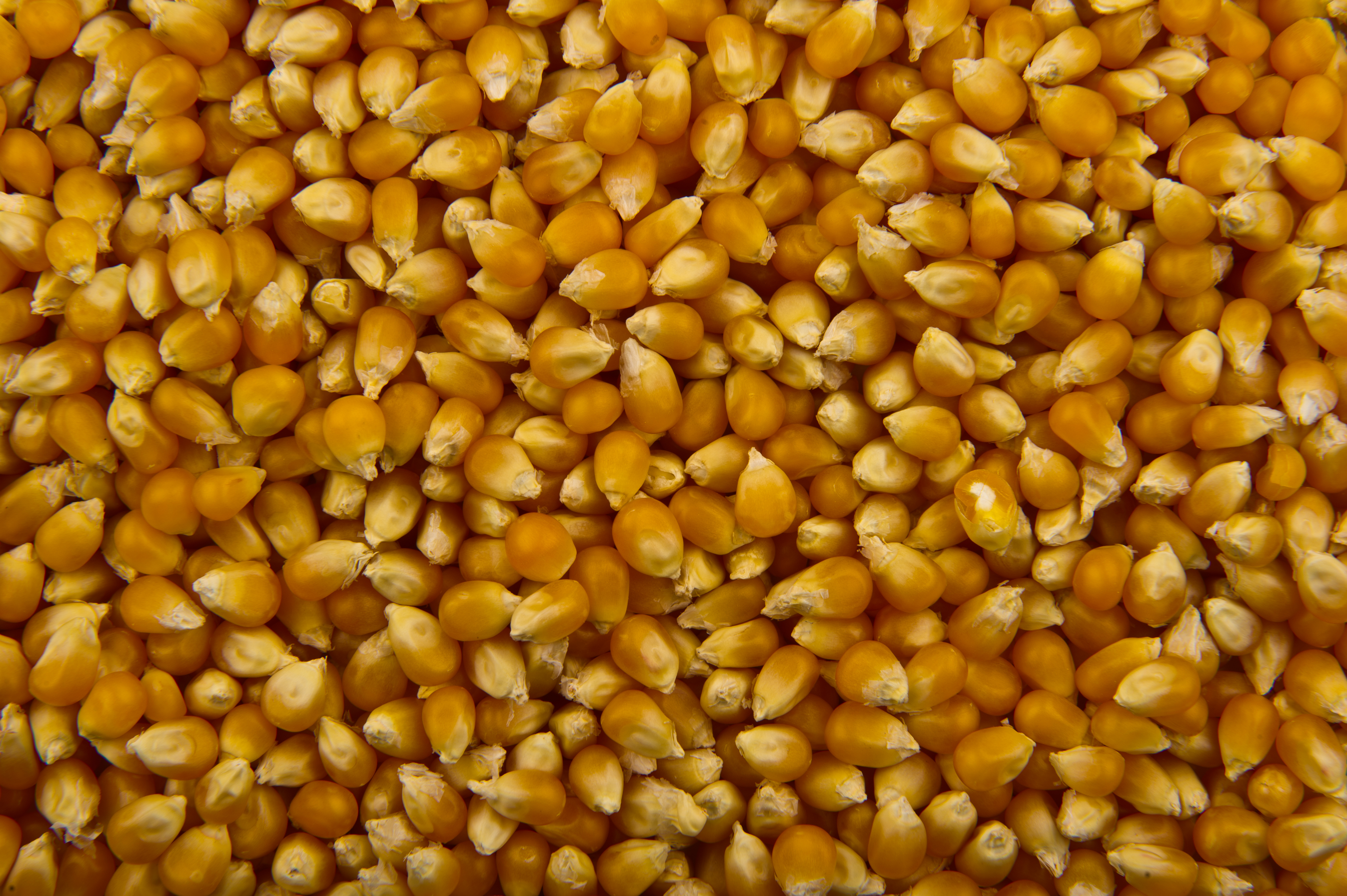
حبوب ذرة.
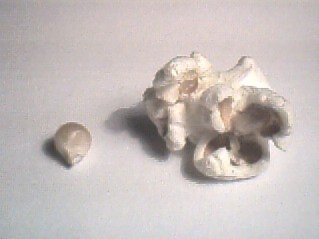
على اليسار حبة ذرة قبل أن تصبح فشار، وعلى اليمين حبة فشار جاهزة.

## آلة صنع الفشار

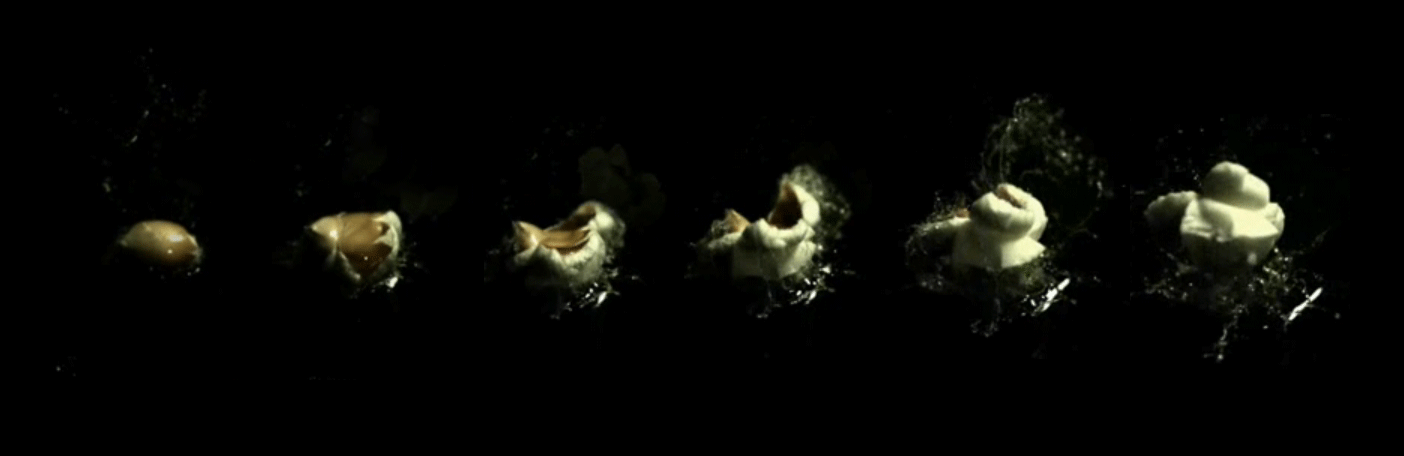
تسلسل تفرقع النواة

تحتوي كل نواة من الفشار على كمية معينة من الرطوبة والزيت. على عكس معظم الحبوب الأخرى، فإن الهيكل الخارجي لنواة الفشار قوي وغير قابل للرطوبة ويتكون النشا بداخله بالكامل تقريبًا من النوع الصلب.
عندما يتم تسخين الزيت والماء داخل النواة، فإنها تحوّل الرطوبة في النواة إلى بخار مضغوط. في ظل هذه الظروف، يصبح النشا داخل النواة جيلاتينًا، ويصبح لينًا. يستمر الضغط الداخلي للبخار المحاصر في الزيادة حتى يتم الوصول إلى نقطة كسر الهيكل: ضغط يبلغ حوالي 135 رطل / بوصة مربعة (930 كيلو باسكال) ودرجة حرارة 180 درجة مئوية (356 درجة فهرنهايت). ينفجر الهيكل بسرعة وينفجر، مما يتسبب في انخفاض مفاجئ في الضغط داخل النواة وتوسع سريع للبخار، مما يوسع نشا وبروتينات السويداء إلى رغوة متجددة الهواء. عندما تبرد الرغوة بسرعة، تتشكل بوليمرات النشا والبروتين في النفخة المقرمشة المألوفة. يتم زراعة أصناف خاصة لتحسين إنتاجية الفشار. على الرغم من أن حبات بعض الأنواع البرية سوف تنفجر، فإن السلالة المزروعة هي زيا ميس ايفيرتا، وهي نوع خاص من ذرة الصوان.

## طرق الطهي

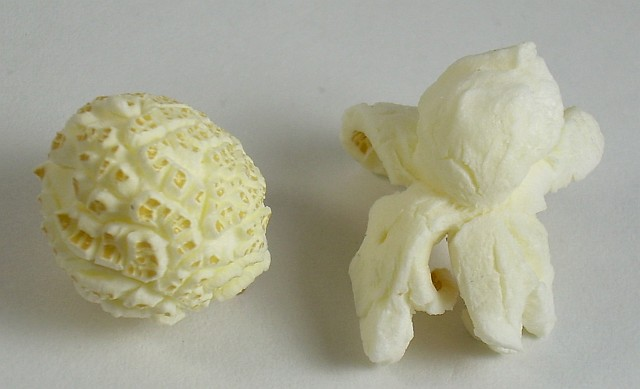
الفشار على شكل «فطر»، على اليسار، أقل هشاشة وأقل رقة من «الفراشة»، على اليمين.

يمكن طهي الفشار بالزبدة أو الزيت. على الرغم من أنه يمكن وضع كميات صغيرة في غلاية فوق الموقد أو وعاء في مطبخ منزلي، إلا أن البيع التجاري للفشار الطازج يستخدم آلات الفشار المصممة خصيصًا والتي اخترعها تشارلز كريترز في شيكاغو، إلينوي في عام 1885. قدم كريترز اختراعه بنجاح في المعرض الكولومبي عام 1893. في نفس المعرض العالمي، قدم افيو روكيم «فشار كانديد» بنكهة دبس السكر، وهو أول ذرة كراميل. قام شقيقه لويس رويكهايم بتغيير الوصفة بشكل طفيف وقدمها على أنها كراكر جاك الفشار في عام 1896.

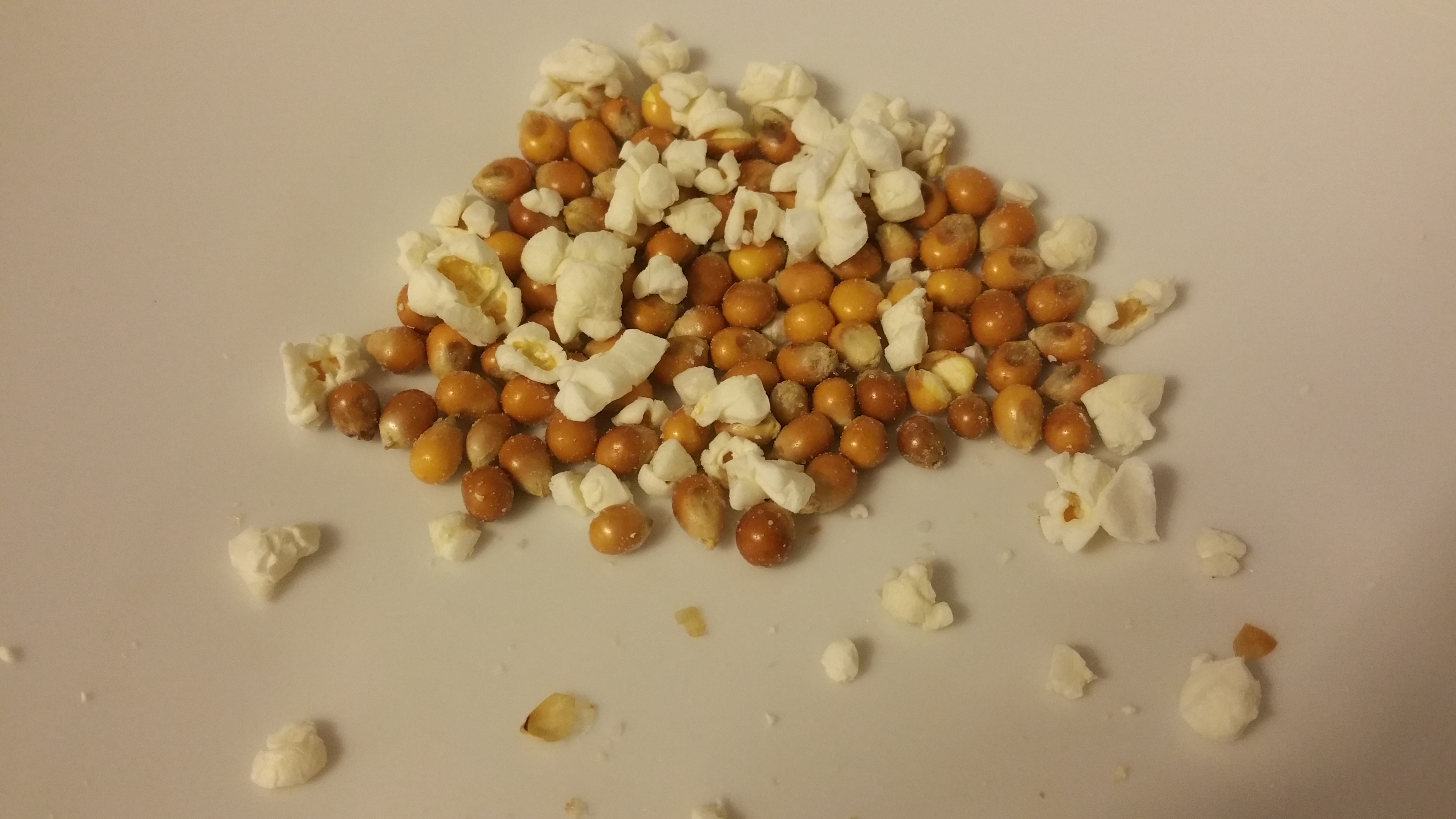
فشار.

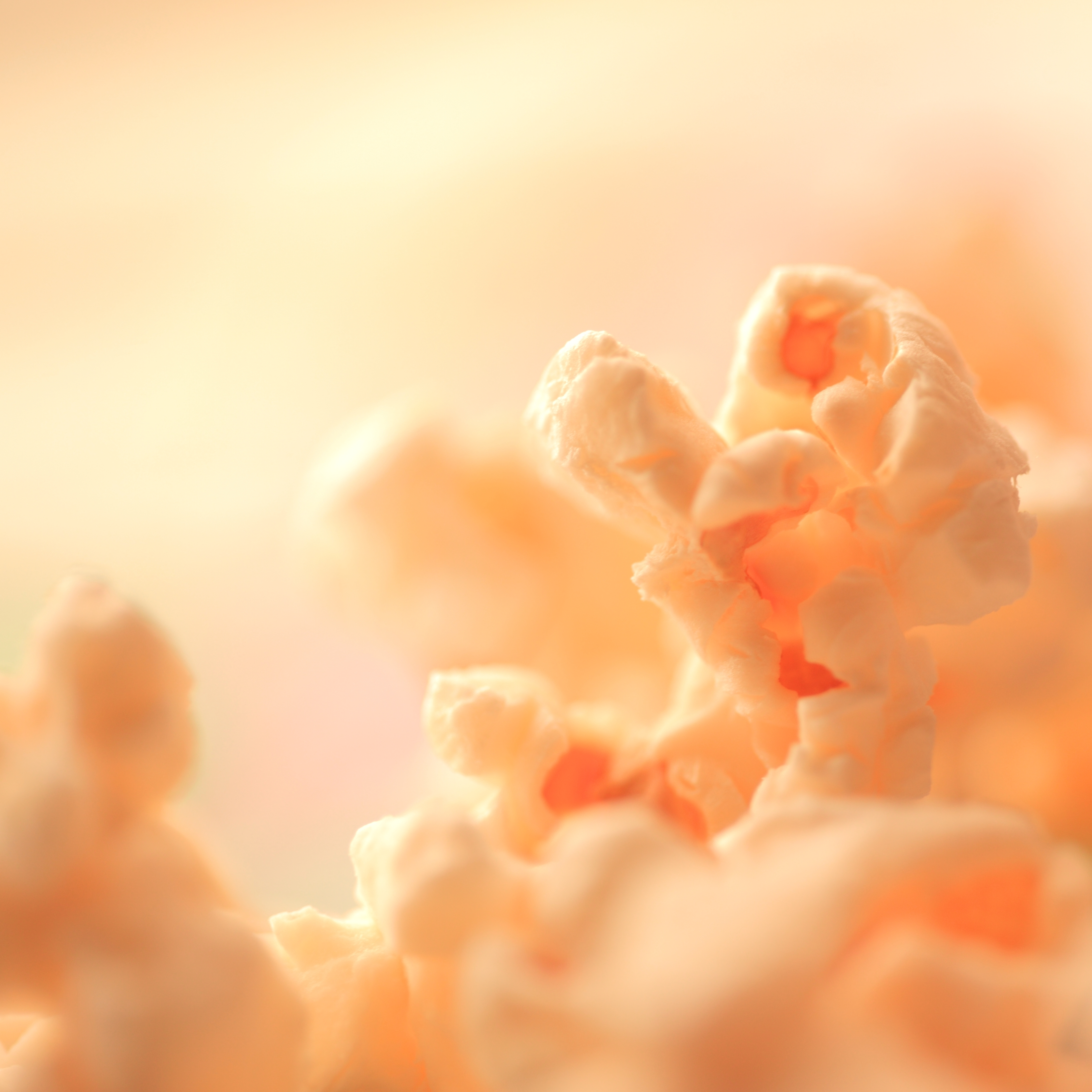
شكل الفشار بعد التفرقع.

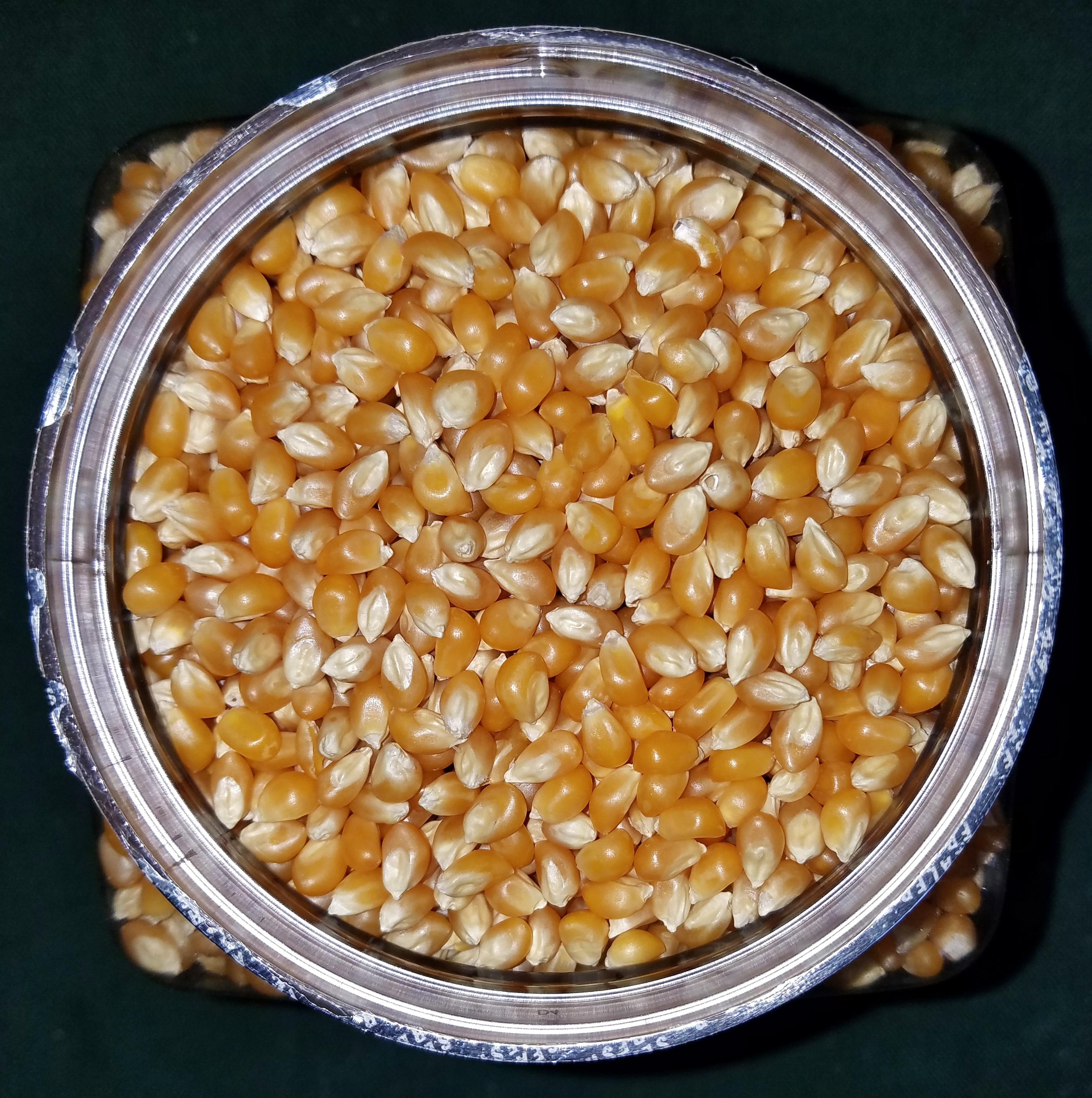
شكل حبيبات الفشار قبل التشكل.

قدم اختراع كريترز أول آلة فشار تعمل بالبخار حاصلة على براءة اختراع والتي تفرقع الذرة في الزيت. في السابق، كان الباعة يفرقعون الذرة عن طريق وضع سلة سلكية فوق اللهب المكشوف. في أحسن الأحوال، كانت النتيجة وجبة خفيفة ساخنة وجافة وغير مطبوخة بشكل متساوٍ. كانت آلة كريترز تفرقع الذرة في خليط من الزبدة المصفاة بثلثها، وثلثي شحم الخنزير، والملح. يمكن أن يتحمل هذا المزيج درجة حرارة 450 درجة فهرنهايت (232 درجة مئوية) اللازمة للفشار وينتج القليل من الدخان. نتج عن حريق تحت المرجل بخار يقود محرك صغير؛ قاد هذا المحرك التروس، والعمود، والمحرك الذي حرك الذرة وأدى إلى تشغيل شخصية صغيرة تشبه دمية المهرج الآلي، «الرجل المحمص الدافئ»، تسلية جذابة تهدف إلى جذب الأعمال. سمح سلك متصل بأعلى وعاء الطهي للمشغل بفك آلية القيادة ورفع الغطاء وتفريغ الذرة المنبثقة في صندوق التخزين أسفله. تم ضخ العادم من المحرك البخاري إلى وعاء مجوف أسفل صندوق تخزين الذرة وإبقاء الذرة المنبثقة طازجة دافئة بشكل موحد. تم استخدام البخار الزائد أيضًا لتشغيل صافرة صغيرة وجذابة لجذب الانتباه.
هناك طريقة مختلفة لصنع الفشار تتضمن «مطرقة الفشار»، وهي علبة كبيرة من الحديد الزهر تُغلق بغطاء ثقيل وتُقلب ببطء على النار بطريقة المشواة.

## التوسع والانتاجية

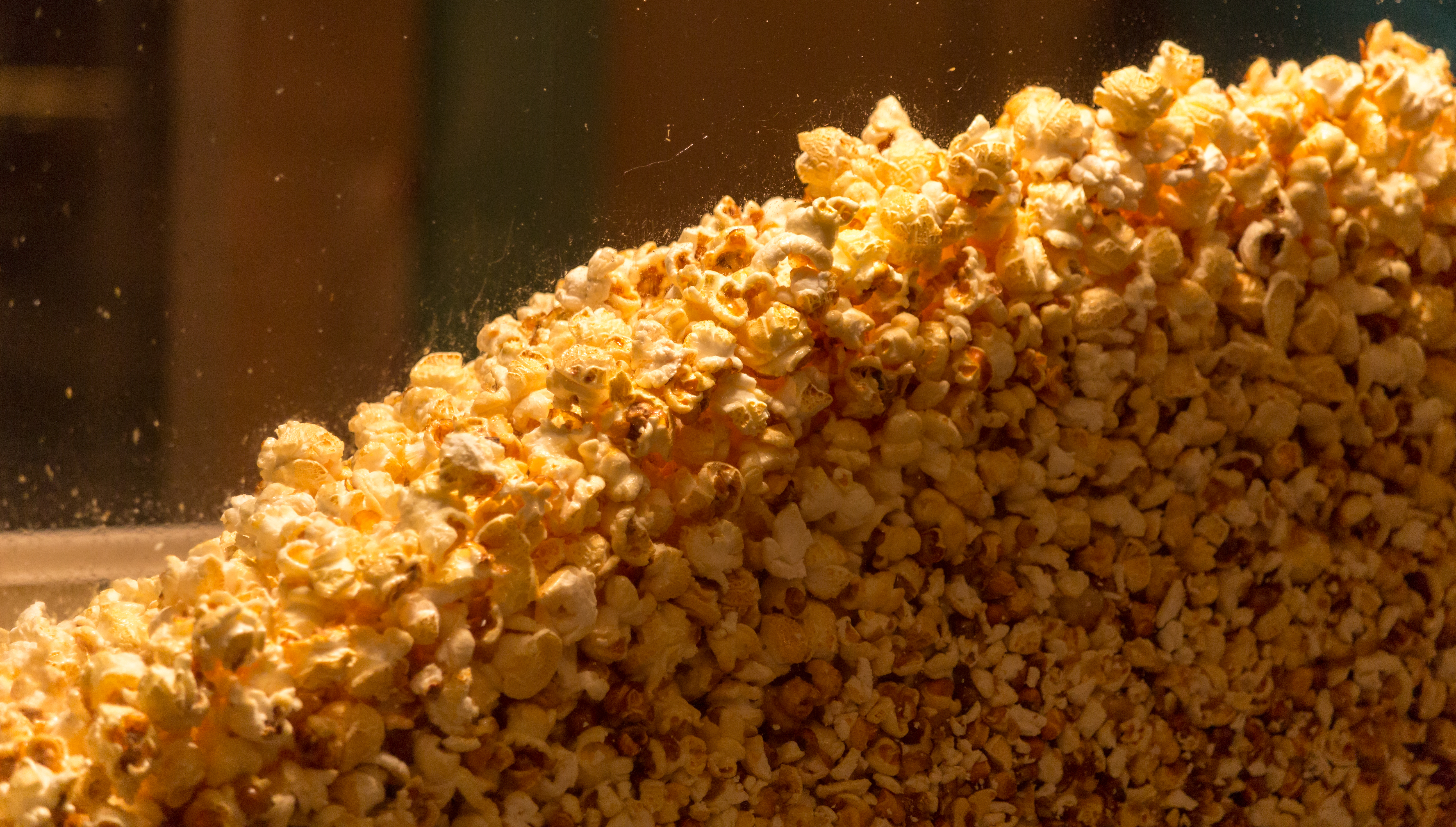
كمية هائلة من الفشار.

نتائج التفرقع حساسة لمعدل تسخين الحبات. إذا تم تسخينه بسرعة كبيرة، يمكن أن يصل البخار الموجود في الطبقات الخارجية من النواة إلى ضغوط عالية ويمكن أن يؤدي إلى تمزق الهيكل قبل أن يتحول النشا الموجود في وسط النواة إلى الهلام تمامًا، مما يؤدي إلى ظهور حبات مفرقعة جزئيًا بمراكز صلبة. يؤدي التسخين ببطء شديد إلى حبات غير مكبوسة تمامًا: طرف النواة، حيث يتم تثبيته على قطعة خبز، ليس مقاومًا تمامًا للرطوبة، وعند تسخينه ببطء، يمكن أن يتسرب البخار من الحافة بسرعة كافية لمنع الضغط من الارتفاع بما يكفي لكسر الهيكل والتسبب في البوب (التشكل).
يأخذ منتجو وبائعي الفشار في الاعتبار عاملين رئيسيين في تقييم جودة الفشار: ما هي النسبة المئوية للحبوب التي ستفرقع، ومقدار توسع كل نواة بارزة. التوسع عامل مهم لكل من المستهلك والبائع. بالنسبة للمستهلك، تميل القطع الكبيرة من الفشار إلى أن تكون أكثر طراوة وترتبط بجودة أعلى. بالنسبة للمزارع والموزع والبائع، يرتبط التوسع ارتباطًا وثيقًا بالربح: البائعون مثل المسارح يشترون الفشار بالوزن ويبيعونه بالحجم. لهذه الأسباب، يجلب الفشار ذو التوسع الأعلى ربحًا أعلى لكل وحدة حسب وزن.
سوف يفرقع الفشار أسرع عند حصاده حديثًا، ولكن ليس جيدًا؛ يؤدي محتواه العالي من الرطوبة إلى ضعف تمدد الفشار وقضائه على المضغ. الحبوب التي تحتوي على نسبة عالية من الرطوبة معرضة أيضًا للعفن عند تخزينها. لهذه الأسباب، يقوم مزارعو وموزعي الفشار بتجفيف الحبوب حتى تصل إلى مستوى الرطوبة الذي يتمددون فيه أكثر من غيرهم. يختلف ذلك باختلاف التنوع والظروف، ولكنه يتراوح عمومًا بين 14-15٪ رطوبة بالوزن. إذا تم تجفيف الحبات بشكل مفرط، فسوف يتأثر معدل التمدد وستنخفض النسبة المئوية للحبوب التي تنفجر. يميل الفشار القديم إلى الجفاف، مما يقلل من المحصول.
عندما ينتهي الفشار من الظهور، تبقى الحبات غير المنبثقة في بعض الأحيان. تُعرف في صناعة الفشار باسم «الخادمات القدامى»،  هذه الحبوب لا تنفجر لأنها لا تحتوي على ما يكفي من الرطوبة لتوليد البخار الكافي للانفجار. عادة ما ينتج عن إعادة الترطيب قبل التفرقع التخلص من الحبوب غير المنبثقة.
يتم تصنيف أصناف الفشار على نطاق واسع حسب شكل الحبوب أو لون الحبوب أو شكل الذرة المنبثقة. في حين أن الحبات قد تأتي في مجموعة متنوعة من الألوان، فإن الذرة المنبثقة دائمًا ما تكون صفراء أو بيضاء حيث أن الهيكل (أو القشرة) هو الملون فقط. يحتوي الفشار من نوع «الأرز» على نواة طويلة مدببة في كلا الطرفين؛ يتم تقريب حبات نوع «اللؤلؤ» في الأعلى. انتقل إنتاج الفشار التجاري في الغالب إلى أنواع اللؤلؤ. تاريخيا، كان الفشار اللؤلؤي عادة أصفر، وعادة ما يكون فشار الأرز أبيض. يتوفر كلا الشكلين اليوم في كلا اللونين، بالإضافة إلى ألوان أخرى بما في ذلك الأسود والأحمر والبنفسجي والأرجواني والمتنوع. عادة ما يحتوي الفشار البنفسجي والبنفسجي على حبات أصغر وجوزية. يهيمن الأبيض والأصفر على الإنتاج التجاري.

## المصطلح
في صناعة الفشار، تُعرف نواة الذرة المنبثقة باسم «الرقائق». شكلان من الرقائق لهما أهمية تجارية. رقائق «الفراشة» (أو «ندفة الثلج»)  غير منتظمة الشكل ولها عدد من «الأجنحة» البارزة. رقائق «الفطر» بشكل كبير على شكل كرة، مع أجنحة قليلة. تعتبر رقائق الفراشة ذات ملمس أفضل، مع أجسام أقل وضوحًا. تعتبر رقائق الفطر أقل هشاشة من رقائق الفراشة ولذلك غالبًا ما تستخدم للفشار المعبأ أو الحلويات، مثل ذرة الكراميل. قد تشكل حبات قطعة واحدة من الفشار رقائق الفراشة والفطر ؛ توجد أنواع هجينة تنتج 100٪ من رقائق الفراشة أو 100٪ من رقائق الفطر، وقد تطور الأخير فقط في 1998. يمكن أن تؤثر ظروف النمو وبيئة التفرقع أيضًا على نسبة الفراشة إلى الفطر.
عند الإشارة إلى قطع متعددة من الفشار بشكل جماعي، فمن المقبول استخدام مصطلح «الفشار». عند الإشارة إلى قطعة واحدة من الفشار، فإن المصطلح المقبول هو «نواة».

## روابط خارجية
- بوشار الدجاج تشيكن بوب كورن
- وصفة الفشار بالكراميل